# Bitia hydroides
Genre
Espèce
Synonymes
- Homalopsis hydrina Cantor, 1847
- Hipistes fasciatus Gray, 1849

Statut de conservation UICN

 LC  : Préoccupation mineure
Bitia hydroides, unique représentant du genre Bitia, est une espèce de serpents de la famille des Homalopsidae.

## Répartition
Cette espèce se rencontre en Birmanie, en Thaïlande et en Malaisie péninsulaire. 

## Publication originale
- Gray, 1842 : Monographic Synopsis of the Water Snakes, or the Family of Hydridae. The Zoological Miscellany, vol. 2, p. 59-68 (texte intégral).